# Casa Memorială „Ciprian Porumbescu”
Casa Memorială „Ciprian Porumbescu” din Stupca este un muzeu memorial înființat într-o anexă originală a fostei case parohiale din satul Stupca (azi satul Ciprian Porumbescu din județul Suceava). Familia Porumbescu a locuit în casa parohială din Stupca între anii 1865-1884, acolo poposind marele compozitor Ciprian Porumbescu (1853-1883) de fiecare dată când venea în vizită la părinții săi din Stupca. Casa a fost construită din lemn la sfârșitul secolului al XIX-lea.
Casa lui Ciprian Porumbescu se află pe Lista monumentelor istorice din județul Suceava din anul 2015, având codul de clasificare  SV-III-m-B-05679.

## Istoric
În anul 1865, preotul Iraclie Porumbescu a fost transferat ca paroh în satul Stupca, păstorind acolo până în 1884. Aici a locuit într-o casă parohială așezată la marginea satului, lângă toloacă. Casa parohială era construită din lemn și avea patru încăperi mari, despărțite prin tindă și având în față un cerdac. Pe lângă aceasta, mai exista și o casă mai mică cu două încăperi, într-una din ele fiind bucătăria, iar în cealaltă cancelaria parohială, unde preotul își primea enoriașii și le scria acte și scrisori. Mai era și un foișor de vară și o grădină de flori. 
Ciprian Porumbescu (1853-1883), fiul preotului Iraclie, nu mai locuia cu familia când părintele său fusese transferat la Stupca, el fiind elev la gimnaziul din Suceava și locuind într-o casă de pe strada Prunului nr. 1 (care mai există și astăzi). Totuși, cei trei frați (Ciprian, Ștefan și Mărioara) veneau în vacanțele de vară la Stupca. Ciprian cânta la vioară, Mărioara la pian, iar Ștefan avea o voce de bariton. Când sosea în sat, Ciprian se ducea la bordeiele țiganilor lăutari, cântând împreună cu ei. Fiind președinte al societății Arboroasa, a fost acuzat de autoritățile austro-ungare din Bucovina de "înaltă trădare". El a fost arestat la 18 noiembrie 1877 la Stupca, fiind dus la Cernăuți (capitala Bucovinei) escortat de jandarmi. 
În timpul vacanțelor la Stupca, Ciprian Porumbescu a cunoscut-o pe Berta Gorgon, fata pastorului evanghelic din Ilișești, de care s-a îndrăgostit. Părinții Bertei au refuzat însă să-și dea consimțământul pentru căsătoria celor doi tineri, din cauza faptului că Berta și Ciprian erau de confesiuni diferite. Grav bolnav de tuberculoză în urma detenției aspre, revine în februarie 1883 la Stupca, unde este îngrijit de familie. A murit în casa parohială din sat la 6 iunie 1883 și a fost înmormântat trei zile mai târziu în cimitirul sătesc, alături de mama sa. 
Casa parohială din Stupca a fost dărâmată, păstrându-se doar clădirea care adăpostea bucătăria și cancelaria. În această căsuță țărănească, aflată într-o livadă și asemănătoare celor din partea locului, a fost amenajată în anul 1953 Casa Memorială „Ciprian Porumbescu”.
Casa memorială are două camere, un hol și o verandă. În cele două încăperi ale locuinței a fost organizată o expoziție de bază, care conține exponate autentice (obiecte care au aparținut familiei, pianul Mărioarei Rațiu-Porumbescu – sora compozitorului etc.) cu o impresionantă forță evocatoare, reconstituind o atmosferă de epocă, preponderent rustică, proprie mediului în care a trăit și a creat marele compozitor român Ciprian Porumbescu. . 
Casa Memorială „Ciprian Porumbescu” poate fi vizitată de marți până duminică între orele 10:00 - 18:00.

## Imagini

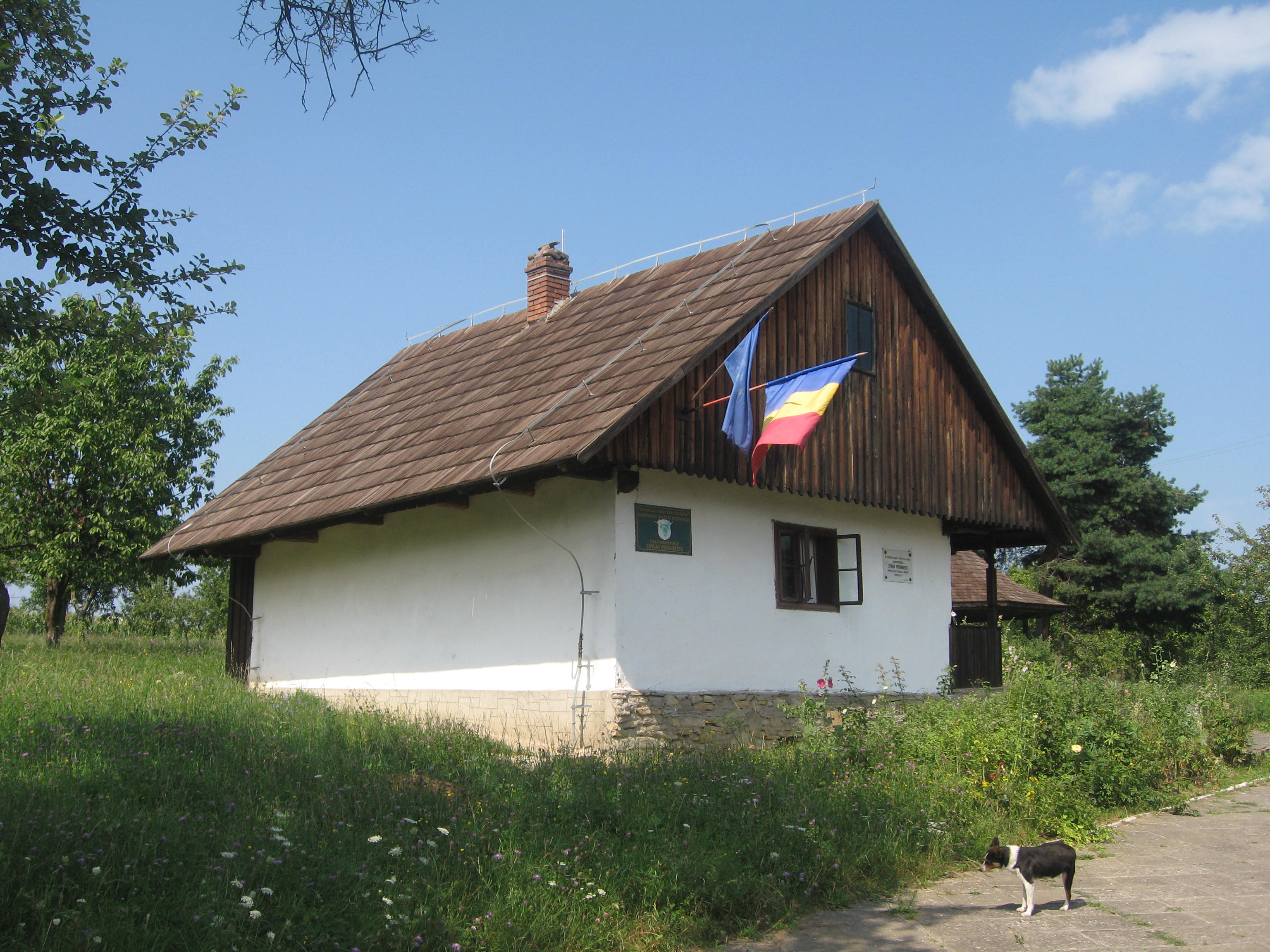
Casa Memorială „Ciprian Porumbescu”
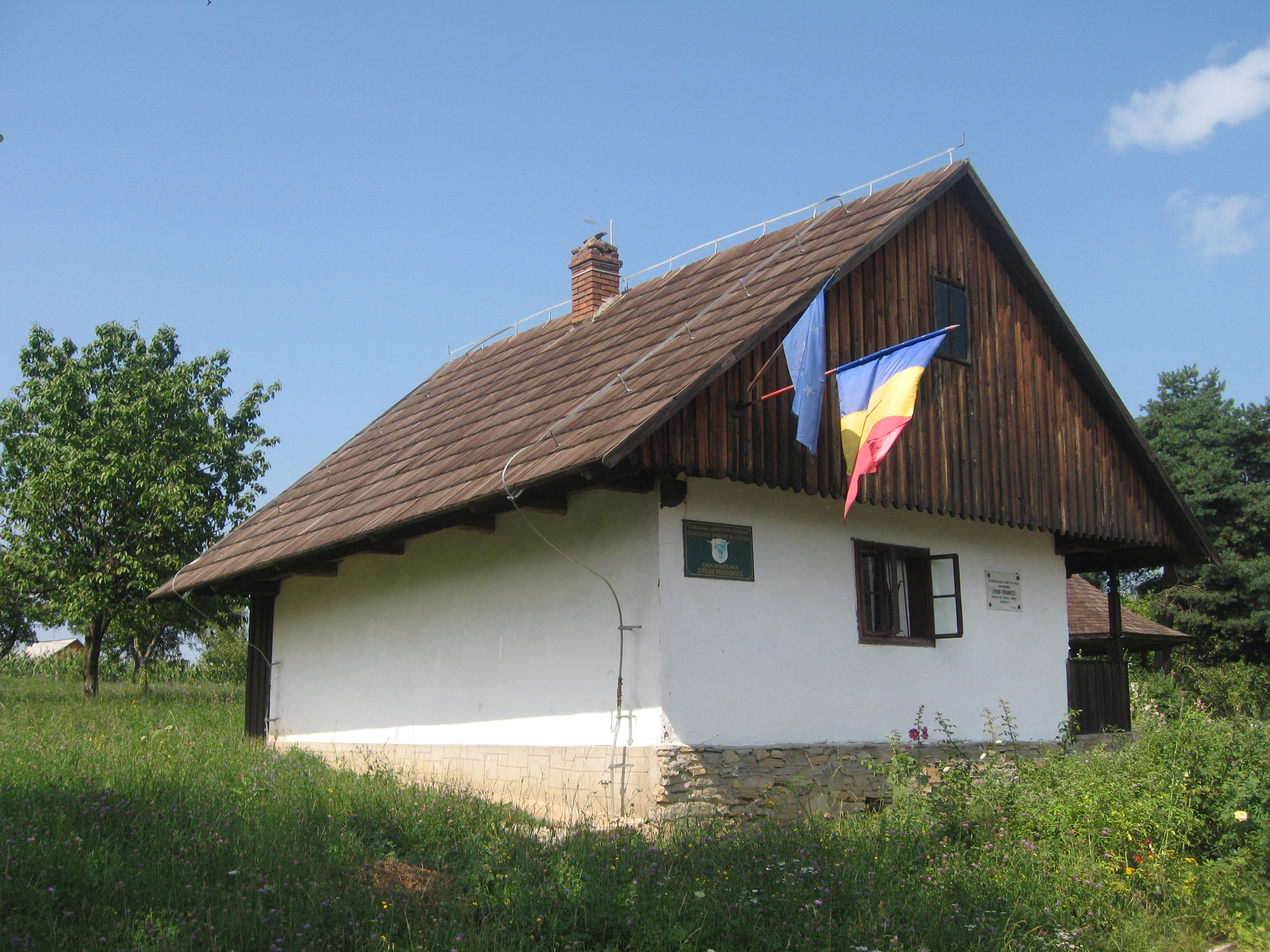
Casa Memorială „Ciprian Porumbescu”
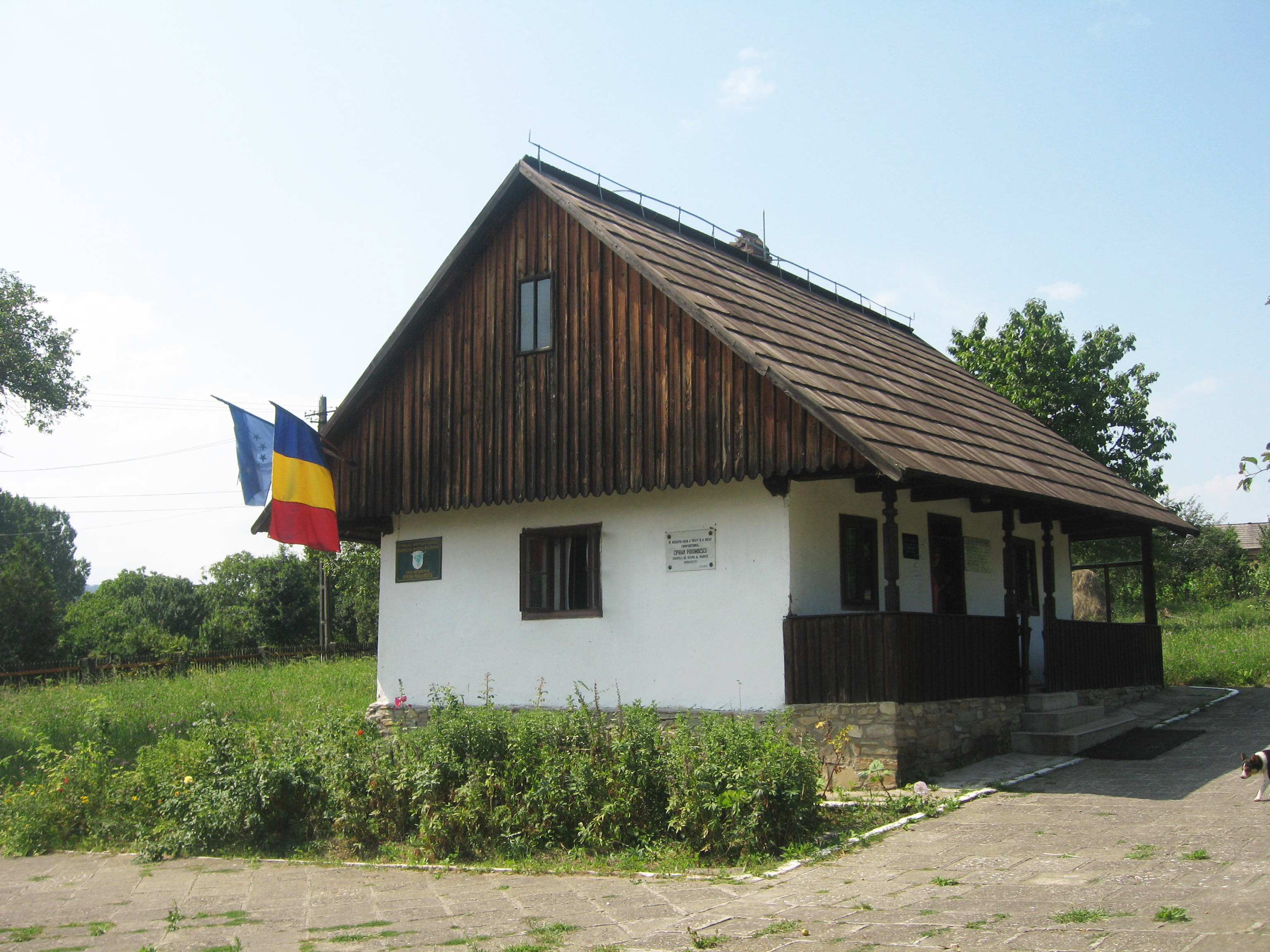
Casa Memorială „Ciprian Porumbescu”
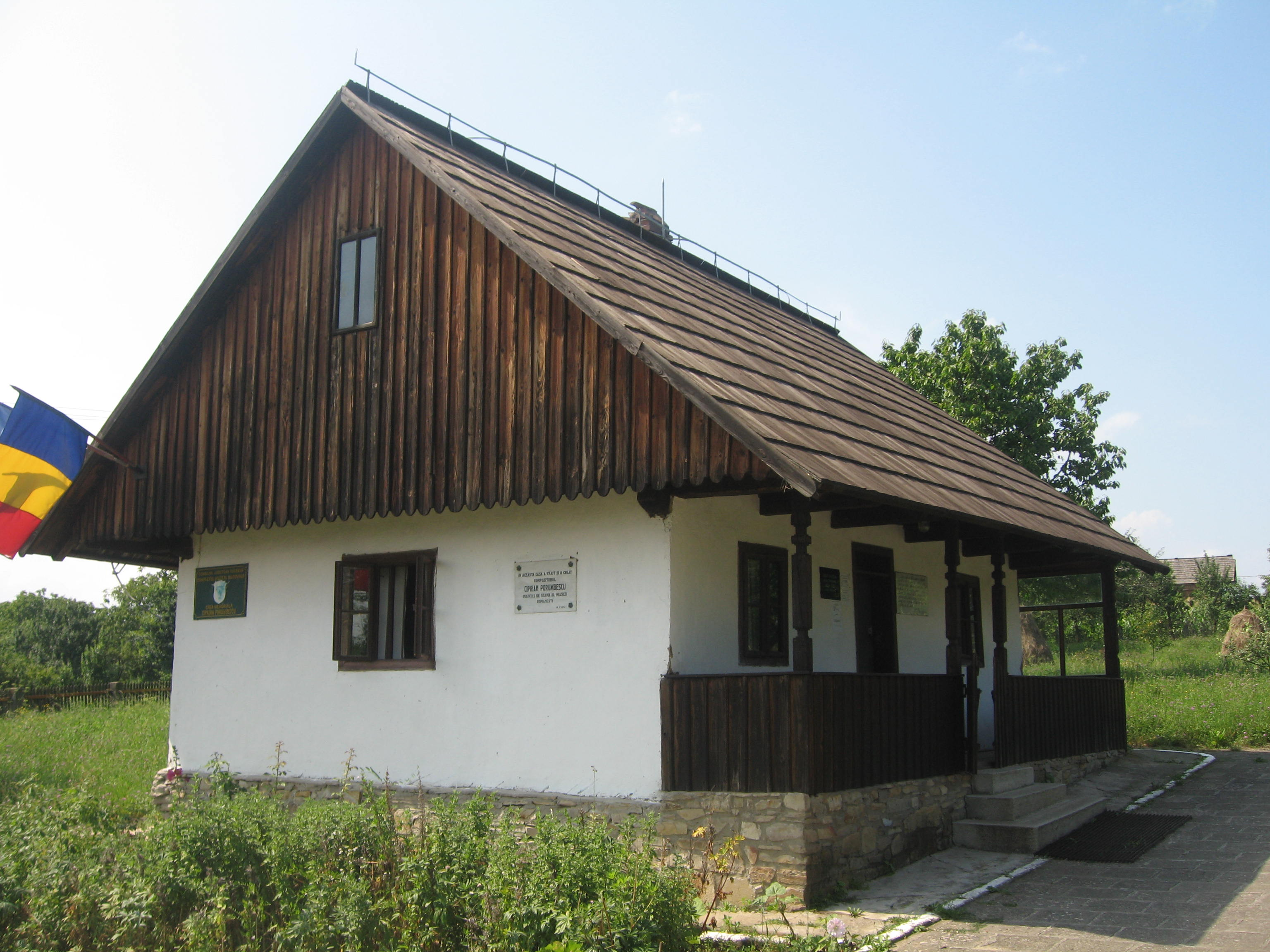
Casa Memorială „Ciprian Porumbescu”
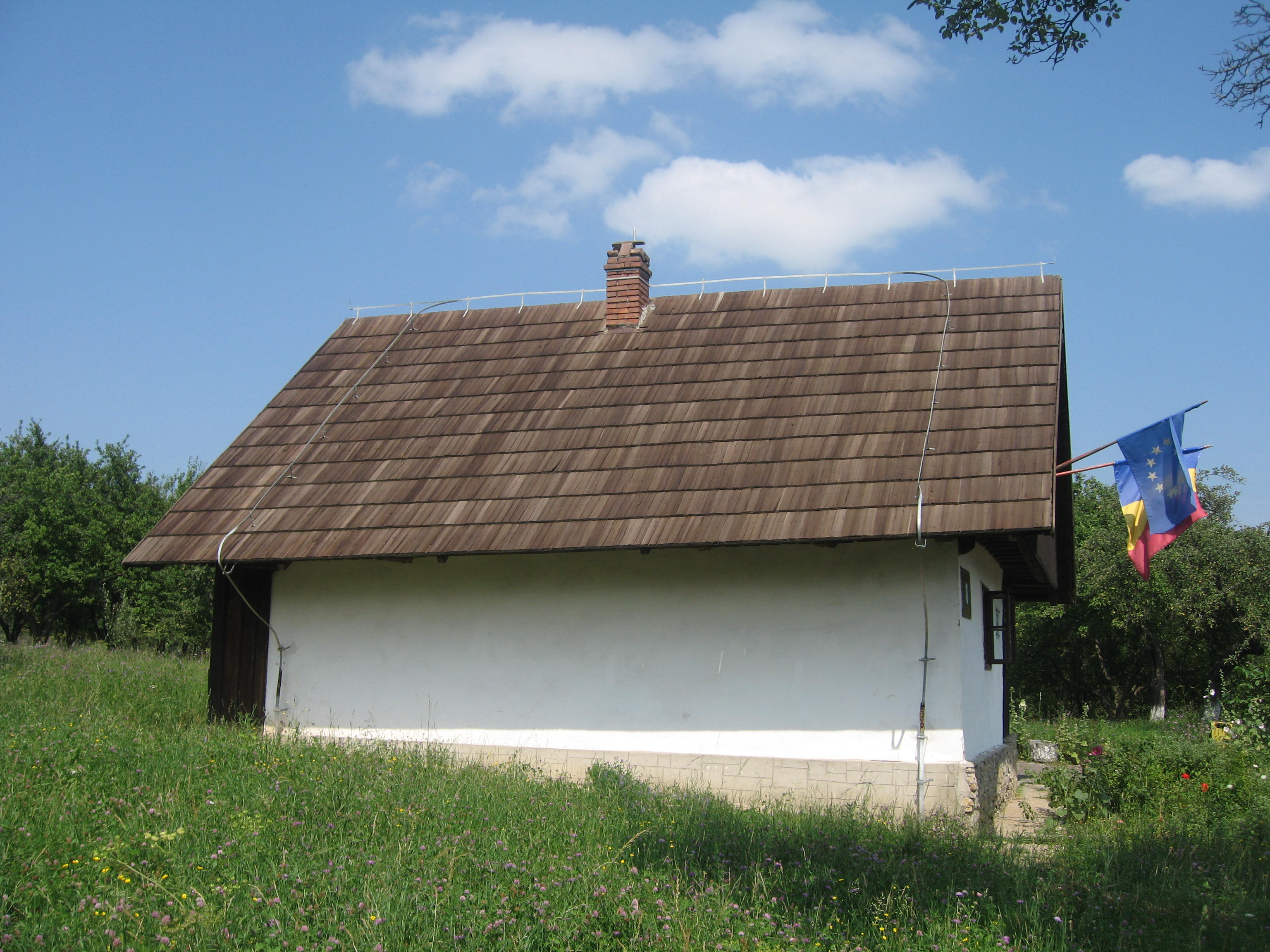
Casa Memorială „Ciprian Porumbescu”
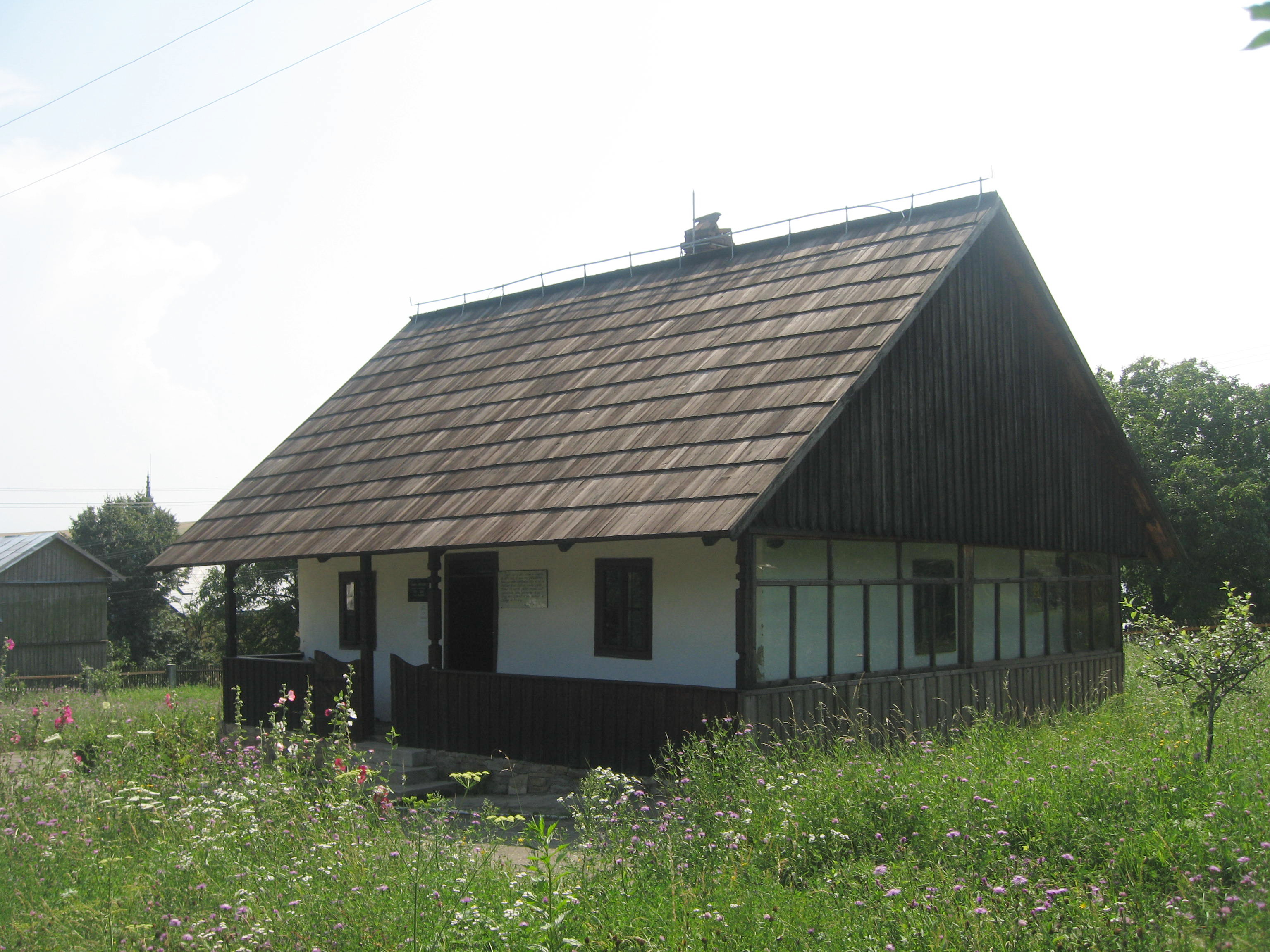
Casa Memorială „Ciprian Porumbescu”
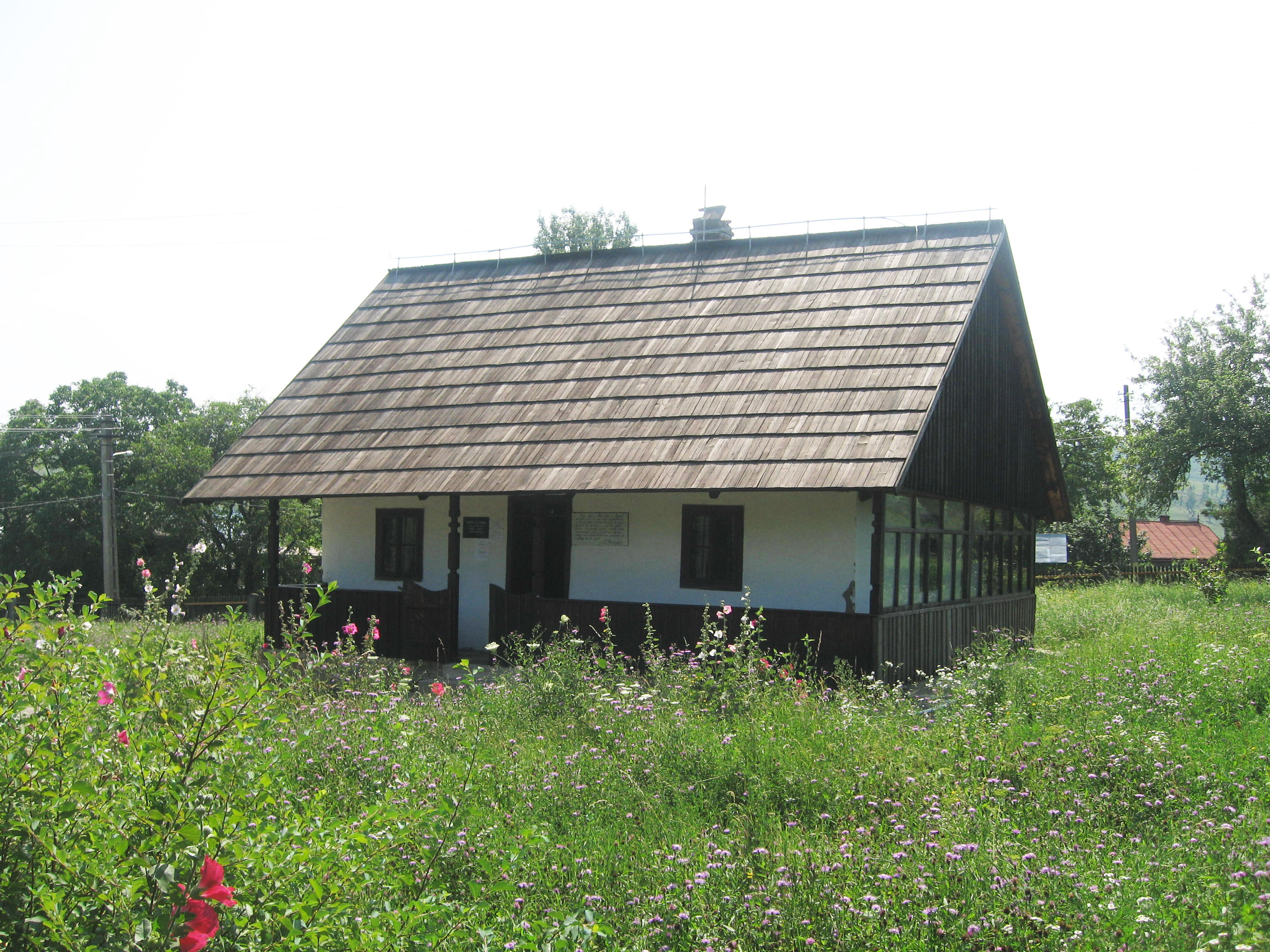
Casa Memorială „Ciprian Porumbescu”
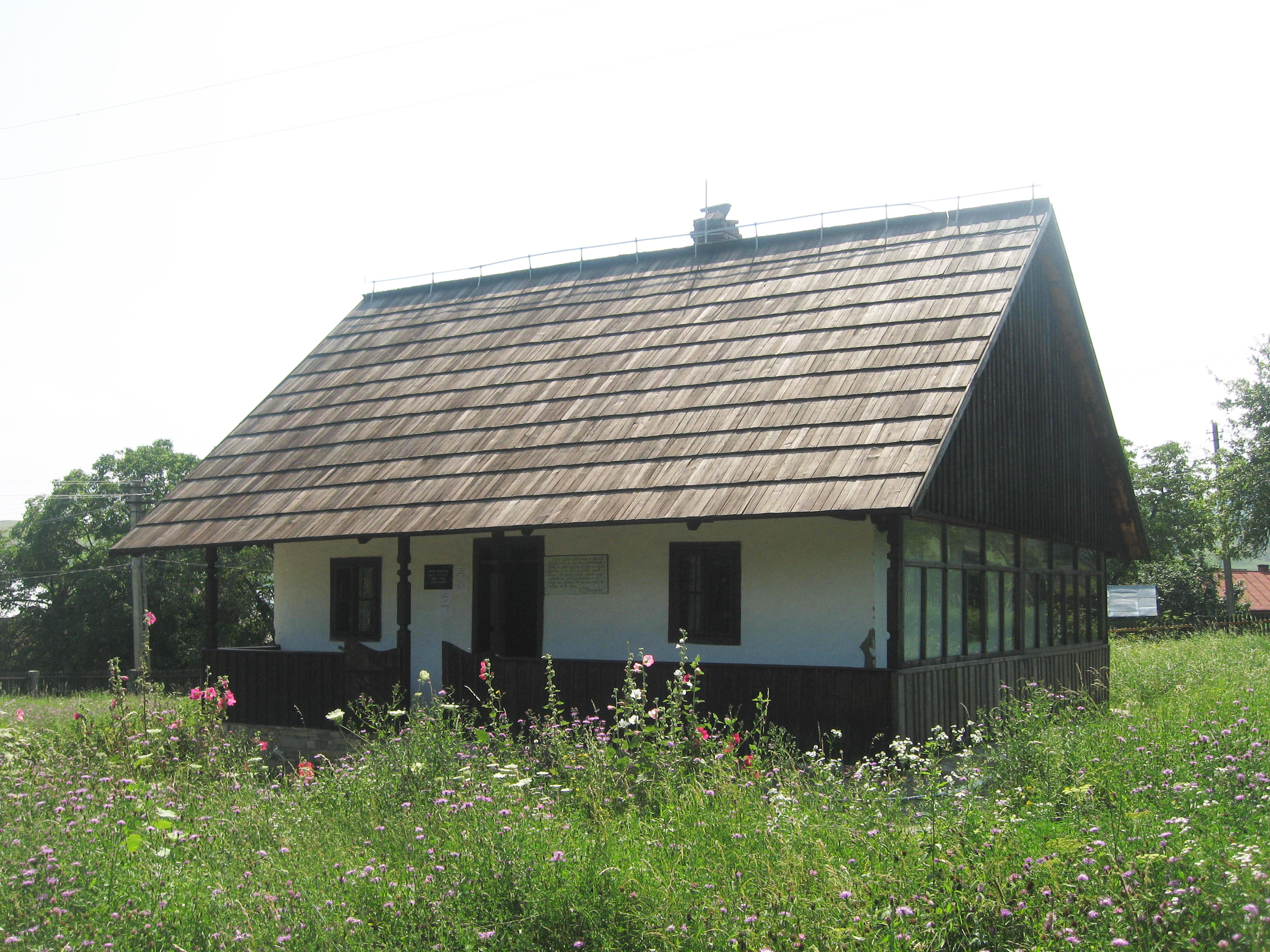
Casa Memorială „Ciprian Porumbescu”
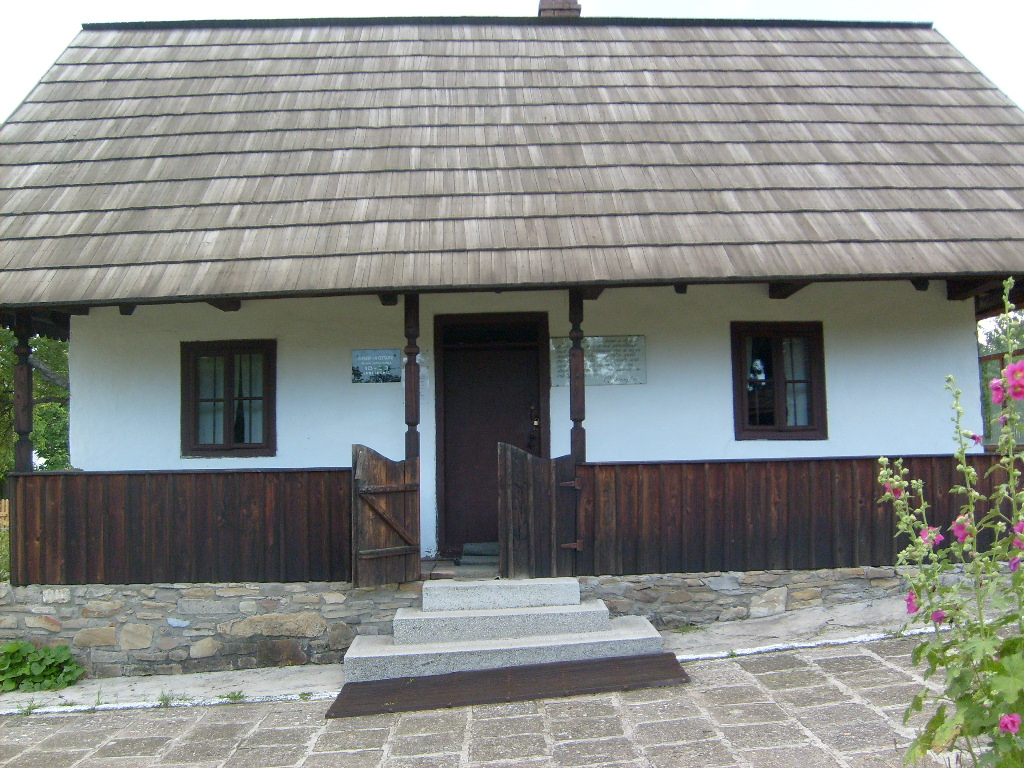
Casa Memorială „Ciprian Porumbescu”
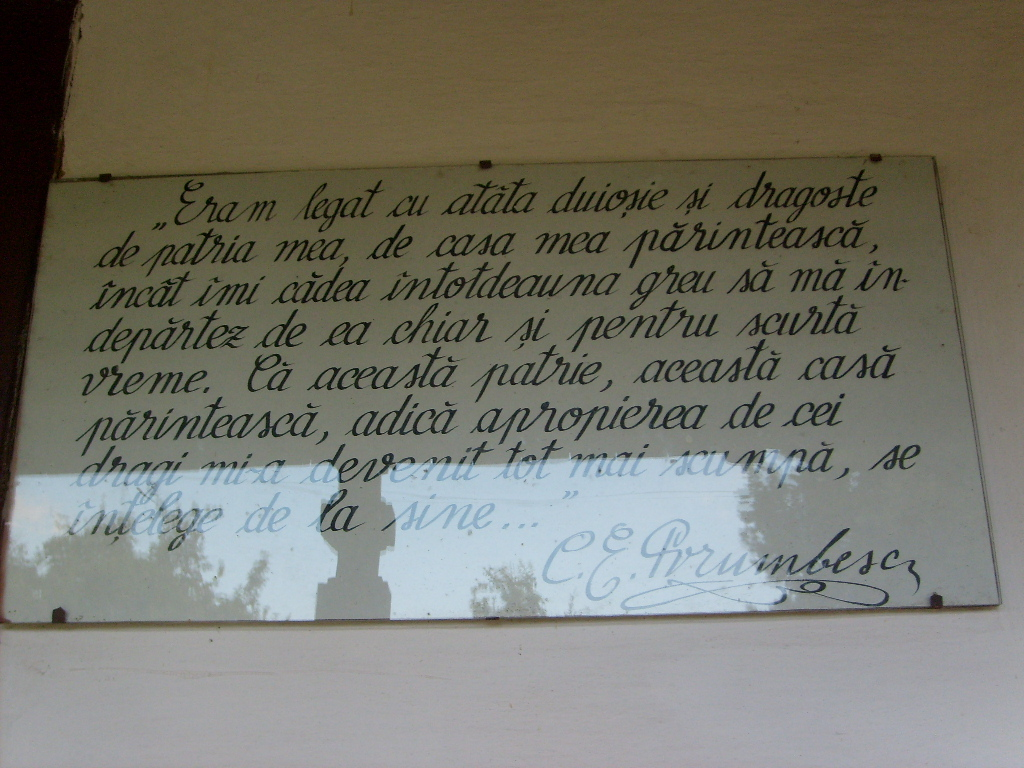
Placă amplasată în dreapta ușii de intrare
Statuia lui Ciprian Porumbescu din Stupca